# Джигме Тензін
Джигме Тензін (нар. 15 липня 1990, Бутан) — бутанський футболіст, захисник «Єедзіна» та національної збірної Бутану.

## Клубна кар'єра
Футбольну кар'єру розпочав 2009 року в клубі «Єедзін», кольори якого захищає й у теперішній час.

## Кар'єра в збірній
У футболці національної збірної Бутану дебютував 2009 року.